# Helluomorphoides rubricollis
Helluomorphoides rubricollis es una especie de escarabajo del género Helluomorphoides, tribu Helluonini, familia Carabidae. Fue descrita científicamente por Schaum en 1863.
Habita en ecosistemas terrestres y se distribuye por América del Sur, en Argentina y Brasil.